# Châteaudouble (Var)
Châteaudouble – miejscowość i gmina we Francji, w regionie Prowansja-Alpy-Lazurowe Wybrzeże, w departamencie Var.
Według danych na rok 1990 gminę zamieszkiwały 322 osoby, a gęstość zaludnienia wynosiła 8 osób/km² (wśród 963 gmin regionu Prowansja-Alpy-W. Lazurowe Châteaudouble plasuje się na 557. miejscu pod względem liczby ludności, natomiast pod względem powierzchni na miejscu 208.).